# بابکر عوض‌الله
بابکر عوض‌الله (به انگلیسی: Babiker Awadalla) (زادهٔ ۲ مارس ۱۹۱۷ – درگذشتهٔ ۱۷ ژانویه ۲۰۱۹) سیاستمدار اهل سودان که از ۲۵ مه ۱۹۶۹ تا ۲۷ اکتبر ۱۹۶۹ نخست‌وزیر سودان بود.
بابکر عوض‌الله در ۱۷ ژانویه ۲۰۱۹، در سن ۱۰۱ سالگی درگذشت. او در زمان مرگ پیرترین رهبر پیشین جهان و پیرترین نخست‌وزیر پیشین سودان بود.